# Contea di Winkler
La contea di Winkler in inglese Winkler County è una contea dello Stato del Texas, negli Stati Uniti. La popolazione al censimento del 2010 era di 7 110 abitanti. Il capoluogo di contea è Kermit.

## Storia
La contea è stata creata nel 1887 ed organizzata successivamente nel 1910. Il suo nome deriva da Clinton M. Winkler, un colonnello delle Forze armate degli Stati Confederati.

## Geografia
| Anno | Popolazione | ±%       |
| ---- | ----------- | -------- |
| 1890 | 18          | Note:    |
| 1900 | 60          | 233.3%   |
| 1910 | 442         | 636.7%   |
| 1920 | 81          | −81.7%   |
| 1930 | 6,784       | 8,275.3% |
| 1940 | 6,141       | −9.5%    |
| 1950 | 10,064      | 63.9%    |
| 1960 | 13,652      | 35.7%    |
| 1970 | 9,640       | −29.4%   |
| 1980 | 9,944       | 3.2%     |
| 1990 | 8,626       | −13.3%   |
| 2000 | 7,173       | −16.8%   |
| 2010 | 7,110       | −0.9%    |

Secondo l'Ufficio del censimento degli Stati Uniti d'America la contea ha un'area totale di 841 miglia quadrate (2180 km²), di cui 841 miglia quadrate (2180 km²) sono terra, mentre 0,2 miglia quadrate (0,52 km², corrispondenti allo 0,02% del territorio) sono costituiti dall'acqua.

### Contee adiacenti
- Andrews County (nord-est)
- Ector County (est)
- Ward County (sud)
- Loving County (ovest)
- Lea County (nord-ovest)

## Infrastrutture e trasporti

### Strade principali
- State Highway 18
- State Highway 115
- State Highway 302

### Aeroporto
Nella contea opera il Winkler County Airport, situato a 3 miglia (4,8 km) da Wink